# کمکم کن (آلبوم)
کمکم کن (به انگلیسی: Hook Me Up) دومین آلبوم استودیویی از گروهٔ دونفرهٔ استرالیایی ورونیکاس می‌باشد که در ۳ نوامبر سال ۲۰۰۷ از سوی سایر رکوردز منتشر گردید.